# 리치몬드 연애 소동
《리치몬드 연애 소동》(영어: Fast Times at Ridgemont High)은 미국에서 제작된 에이미 헤컬링 감독의 1982년 성장 코미디 영화이다. 숀 펜 등이 출연하였고, 아트 린슨 등이 제작에 참여하였다.

## 출연진
- 숀 펜
- 제니퍼 제이슨 리
- 저지 라인홀드
- 로버트 로매너스
- 브라이언 배커
- 피비 케이츠
- 레이 월스턴
- 스콧 톰슨
- 빈센트 스키어벨리
- 어맨다 위스
- D.W. 브라운
- 포리스트 휘터커
- 켈리 머로니
- 블레어 애슐리
- 에릭 스톨츠
- 제임스 루소
- 니컬러스 케이지
- 앤서니 에드워즈
- 패멀라 스프링스틴
- 스튜 네이핸
- 마틴 브레스트
- 테일러 네그론
- 라나 클라크슨
- 제이슨 버나드
- 핼리 토드

## 기타 제작진
- 배역: 돈 필립스
- 미술: 댄 로미노
- 의상: 매릴린 밴스